# Lega Serie B
La Lega Nazionale Professionisti Serie B (abreviado LNPB), conocida más comúnmente como Lega B, es el organismo que gobierna la Serie B, la segunda categoría del sistema de ligas del fútbol en Italia. Tiene su sede en Milán.

## Historia
Fue fundada el 1 de julio de 2010, por la escisión de la antigua Lega Calcio en dos organismos diferentes: la Lega Serie A y la Lega Serie B.

## Organigrama

### Presidente
- vacante

### Vicepresidente
- Andrea Corradino

### Director general
- Paolo Bedin

### Concejales
- Andrea Cardinaletti
- Carlo Accornero
- Marco Mezzaroma
- Maurizio Setti

### Concejal federal
- vacante

### Junta de auditores
- Presidente: Ezio Maria Simonelli

- Miembros efectivos: Alessandro Grassetto, Marco Mugnai

- Suplentes: Jean Paul Baroni, Carlo Polito

Fuente: Lega Serie B.